# 지린 텔레비전
지린 텔레비전(吉林电视台)은 중화인민공화국 지린성의 방송국이다. 본사는 지린성 창춘시에 있다.
1959년 10월 1일에 설립되었으며, 중국중앙텔레비전(당시 베이징전시대), 톈진 텔레비전 이후 중국 본토에서 일곱 번째로 설립된 텔레비전 방송국이다.

## 채널 목록

### 무료 채널
- 吉林卫视 (지린 위성 텔레비전) (통합 채널)
- 都市频道 (도시 채널)
- 影视频道
- 生活频道 (생활 채널) (구 스타일 채널)
- 乡村频道 (농촌 채널)
- 公共·新闻 (공공 및 뉴스 채널)
- 综艺·文化 (예술 및 문화 채널)
- 长影频道 (영화 채널)

### 유료 채널
- 东北戏曲 (오페라 채널)
- 篮球频道 (농구 채널)

## 같이 보기
- 지린인민방송